# Лашманова Олена Анатоліївна
Олена Анатоліївна Лашманова (рос. Елена Анатольевна Лашманова; нар. 9 квітня 1992) — російська легкоатлетка, яка спеціалізується в спортивній ходьбі.

## Спортивні досягнення
Чемпіонка світу серед юніорів у ходьбі на 10000 метрів (2010).
Чемпіонка Європи серед юніорів у ходьбі на 10000 метрів (2011).
Переможниця Кубка Європи серед юніорів у ходьбі на 10 кілометрів в індивідуальному та командному заліку (2011).
Чемпіонка світу серед юнаків у ходьбі на 5000 метрів (2009).
Чемпіонка Росії у ходьбі на 20 кілометрів (2017, 2019, 2021) та 50 кілометрів (2020) у дорослій віковій категорії.
Ексрекордсменка світу серед юніорів у ходьбі на 10000 метрів доріжкою стадіону (42.59,48; 2011).
Рекордсменка Росії у шосейній ходьбі на 50 кілометрів серед дорослих.

## Допінг
- У червні 2014 була дискваліфікована на 2 роки (з 26 лютого 2014 до 25 лютого 2016) за порушення антидопінгових правил[1].

- 15 березня 2022 була знову дискваліфікована на 2 роки, починаючи з 9 березня 2021, за порушення антидопінгових правил з анулюванням результатів, показаних упродовж 18 лютого 2012 — 3 січня 2014, включаючи золоті нагороди на 20-кілометровій дистанції ходьби, здобуті на Олімпійських іграх 2012, Кубку світу 2012 та чемпіонаті світу 2013[2].